# Verwaltungsgemeinschaft Seehausen am Staffelsee
Die Verwaltungsgemeinschaft Seehausen am Staffelsee (amtlich: Seehausen a.Staffelsee) liegt im Norden des oberbayerischen Landkreises Garmisch-Partenkirchen und wird von folgenden Gemeinden gebildet:
1. Riegsee, 1251 Einwohner, 20,44 km²
2. Seehausen a.Staffelsee, 2467 Einwohner, 15,71 km²
3. Spatzenhausen, 740 Einwohner, 7,74 km²

Sitz der Verwaltungsgemeinschaft ist Seehausen am Staffelsee.
Die Verwaltungsgemeinschaft wurde am 1. Januar 1978 im Zuge der Gebietsreform in Bayern durch Verordnung der Regierung von Oberbayern gegründet.